# Jerzy Józef Henryk Potocki
Conte Jerzy Józef Henryk Potocki, Jerzy Antoni Potocki secondo l'Almanach błękitny (Vienna, 29 gennaio 1889 – Ginevra, 10 settembre 1961), è stato un nobile, diplomatico e capitano della cavalleria polacco.

## Biografia
I suoi genitori erano Roman Potocki, terzo ordynat di Łańcut, ed Elżbieta Matylda Radziwiłł. Suo fratello maggiore era il conte Alfred Antoni Potocki.
I suoi nonni paterni erano il conte Alfred Józef Potocki, primo ministro d'Austria e la principessa Maria Klementyna Sanguszko. Era anche un pronipote di Jan Potocki. I suoi nonni materni erano il principe Antoni Wilhelm Radziwiłł e Marie de Castellane (la figlia degli aristocratici francesi Henri de Castellane e Pauline de Talleyrand-Périgord). Suo zio paterno, il conte Józef Mikołaj Potocki, sposò sua zia materna, la principessa Helena Augusta Radziwiłł.

## Carriera
L'8 gennaio 1919 si arruolò nell'esercito polacco dopo lo scioglimento dell'Impero austro-ungarico e del suo esercito, venne assegnato allo stato maggiore e nominato addetto militare a Budapest.
Dal 1933 nel servizio diplomatico, venne nominato ambasciatore in Italia ma si rifiutò di assumere l'incarico per protesta contro il Patto a quattro. Dal 1933 al 1936 fu ambasciatore ad Ankara e dal 1936 al 1940 a Washington.

## Vita privata
Il 28 giugno 1931 sposò a Parigi la peruviana Susanita Yturregui (nata nel 1899). Ebbero un figlio, Stanisław Potocki (nato nel 1932).

## Ascendenza
|                            |                   |                                            | Genitori                            |  |  | Nonni |  |  | Bisnonni                |  |  | Trisnonni   |  |
|                            |                   |                                            |                                     |  |  |       |  |  | Alfred Wojciech Potocki |  |  | Jan Potocki |  |
|                            |                   |                                            |                                     |  |  |       |  |  | Alfred Wojciech Potocki |  |  | Jan Potocki |  |
|                            |                   | Julia Lubomirska                           |                                     |  |  |       |  |  | Alfred Wojciech Potocki |  |  |             |  |
| Alfred Józef Potocki       |                   |                                            |                                     |  |  |       |  |  | Alfred Wojciech Potocki |  |  |             |  |
|                            |                   | Józefina Maria Czartoryska                 | Józef Klemens Czartoryski           |  |  |       |  |  |                         |  |  |             |  |
|                            |                   | Józefina Maria Czartoryska                 | Józef Klemens Czartoryski           |  |  |       |  |  |                         |  |  |             |  |
|                            |                   | Józefina Maria Czartoryska                 | Dorota Barbara Jabłonowska          |  |  |       |  |  |                         |  |  |             |  |
| Roman Potocki              |                   | Józefina Maria Czartoryska                 |                                     |  |  |       |  |  |                         |  |  |             |  |
|                            |                   | Roman Stanisław Sanguszko                  | Eustachy Erazm Sanguszko            |  |  |       |  |  |                         |  |  |             |  |
|                            |                   | Roman Stanisław Sanguszko                  | Eustachy Erazm Sanguszko            |  |  |       |  |  |                         |  |  |             |  |
|                            |                   | Roman Stanisław Sanguszko                  | Klementyna Czartoryska              |  |  |       |  |  |                         |  |  |             |  |
| Maria Klementyna Sanguszko |                   | Roman Stanisław Sanguszko                  |                                     |  |  |       |  |  |                         |  |  |             |  |
|                            |                   | Natalia Potocka                            | Aleksander Stanisław Potocki        |  |  |       |  |  |                         |  |  |             |  |
|                            |                   | Natalia Potocka                            | Aleksander Stanisław Potocki        |  |  |       |  |  |                         |  |  |             |  |
|                            |                   | Natalia Potocka                            | Anna Tyszkiewicz                    |  |  |       |  |  |                         |  |  |             |  |
| Jerzy Józef Henryk Potocki |                   | Natalia Potocka                            |                                     |  |  |       |  |  |                         |  |  |             |  |
|                            | Wilhelm Radziwiłł | Antoni Radziwiłł                           |                                     |  |  |       |  |  |                         |  |  |             |  |
|                            | Wilhelm Radziwiłł | Antoni Radziwiłł                           |                                     |  |  |       |  |  |                         |  |  |             |  |
|                            | Wilhelm Radziwiłł | Luise von Preußen                          |                                     |  |  |       |  |  |                         |  |  |             |  |
| Antoni Wilhelm Radziwiłł   | Wilhelm Radziwiłł |                                            |                                     |  |  |       |  |  |                         |  |  |             |  |
|                            |                   | Mathilde Christina von Clary und Aldringen | Carl Joseph von Clary und Aldringen |  |  |       |  |  |                         |  |  |             |  |
|                            |                   | Mathilde Christina von Clary und Aldringen | Carl Joseph von Clary und Aldringen |  |  |       |  |  |                         |  |  |             |  |
|                            |                   | Mathilde Christina von Clary und Aldringen | Marie Aloisie Chotek von Chotkow    |  |  |       |  |  |                         |  |  |             |  |
| Elżbieta Matylda Radziwiłł |                   | Mathilde Christina von Clary und Aldringen |                                     |  |  |       |  |  |                         |  |  |             |  |
|                            |                   | Henri de Castellane                        | Boniface de Castellane              |  |  |       |  |  |                         |  |  |             |  |
|                            |                   | Henri de Castellane                        | Boniface de Castellane              |  |  |       |  |  |                         |  |  |             |  |
|                            |                   | Henri de Castellane                        | Louise Cordélia Eucharis Greffulhe  |  |  |       |  |  |                         |  |  |             |  |
| Marie de Castellane        |                   | Henri de Castellane                        |                                     |  |  |       |  |  |                         |  |  |             |  |
|                            |                   | Pauline de Talleyrand-Périgord             | Edmond de Talleyrand-Périgord       |  |  |       |  |  |                         |  |  |             |  |
|                            |                   | Pauline de Talleyrand-Périgord             | Edmond de Talleyrand-Périgord       |  |  |       |  |  |                         |  |  |             |  |
|                            |                   | Pauline de Talleyrand-Périgord             | Dorothea von Sagan                  |  |  |       |  |  |                         |  |  |             |  |
|                            |                   | Pauline de Talleyrand-Périgord             |                                     |  |  |       |  |  |                         |  |  |             |  |